# Всемирный день качества
Всемирный день качества (англ. World Quality Day) — ежегодное мероприятие, отмечаемое во многих странах мира каждый второй четверг ноября.

## Цели
Проблема качества — одна из самых приоритетных проблем в экономике ведущих стран. В современных условиях качество является ключом к успеху в деятельности любого предприятия, любой отрасли и, конечно же, каждой страны. Понятие качества тесно связано с тем, что мы называем благами современной цивилизации, качеством жизни: а это и сохранение окружающей среды, и физическое здоровье, и психологический комфорт человека. Ведь речь идет не только о безопасности товаров для человека и окружающей среды, но и о степени удовлетворенности запросов и ожиданий потребителей.
Применительно к предприятиям функция качества заключается в защите и укреплении репутации, повышении конкурентоспособности и прибыльности, а также является драйвером роста. В конечном итоге качество как результат — это характеристика продукта или услуги, в той или иной степени соответствующего потребностям приобретателя, а также отличительный признак предприятия, удовлетворяющего запросы и ожидания заинтересованных сторон.
В День качества компании по всему миру принимают участие в различных мероприятиях, таких как бизнес-семинары, презентации, проводят для сотрудников викторины и конкурсы, отмечают победителей. Активности обычно организуются специалистами по качеству и предназначены для того, чтобы распространять идеи о важной роли качества в трудовых коллективах, системе управления предприятий, а также среди потребительской аудитории.

## История основания и проведения, ежегодные темы Всемирного дня качества
2021: “Pasing the Next Frontier with Quality” – «Качество позволит взять новые рубежи».
2020: “Creating customer value” – «Создание потребительских ценностей». Тематика открывает возможность привлечь внимание к отдельным специалистам, командам и организациям, которые вносят существенный вклад в создание и повышение потребительского доверия.
2019: “100 Years of Quality” – «100 лет качества». Тема призвана обратить внимание общественности на профессии, связанные с контролем качества: их эволюцию за последние 100 лет и роль в развитии новых технологий. Также лейтмотив связан с историей о том, как управление качеством поддерживало и улучшало организационные и производственные показатели, а также способствовало улучшению качества жизни за последние 100 лет.
2018: “Quality: A question of trust” – «Качество: вопрос доверия». Репутация строится на доверии. Доверие – это награда, заработанная тяжелым трудом, но его можно растратить в мгновение ока. Поэтому в 2018 году мы отмечаем роль, которую каждый в организации играет в создании и поддержании доверия для всех заинтересованных сторон: клиентов, поставщиков, сотрудников, регулирующих органов, акционеров и общества. Воспользуйтесь возможностью отметить свои достижения в области качества и уделить внимание тем, кто ежедневно стимулирует в компании эффективность и производительность, а также обеспечивает их повышение.
2017: “Everyday Leadership” – «Ежедневное лидерство». В основе концепции компетенций лежит лидерство, что свидетельствует о важности лидерского поведения для работы специалистов в области качества. «Лидерство – это стремление делать максимум возможного и вместе с тем поддержка других в приложении таких же усилий. Это поведение и навыки, которые необходимо развивать — так же, как и чисто технические компетенции — и использовать ежедневно, чтобы помочь нам оказывать влияние на наши компании» — Эстель Кларк, исполнительный директор The Chartered Quality Institute.
2016: “Making operational governance count” – «Важность оперативного управления». Внимание уделяется влиянию и оценке ошибок и тому, насколько существенно они сказываются на репутации предприятий и организаций в частном, государственном и некоммерческом секторах.
2014: “Building a Quality World Together” – «Строим качественный мир вместе». Основное внимание уделяется тому влиянию, которое специалисты в области качества оказывают на развитие организации.
2013: “Making Collaboration Count” – «Значение сотрудничества». Тематика отражает важную роль сотрудничества с коллегами, подразделениями и партнерскими организациями.
2012: “Quality: Delivering Competitive Advantage” – «Качество как конкурентное преимущество». Для того, чтобы выжить во время экономического спада, предприятиям и организациям необходимо сильное конкурентное преимущество. В достижении этого может помочь управление качеством и его ориентация на повышение эффективности и производительности.
2011: “In Pursuit of Excellence” – «В стремлении к совершенству». Лейтмотив заключается в том, что для достижения успеха предприятия и организации должны постоянно стремиться к совершенствованию.
2010: “Out of the Crisis” – «Выход из кризиса». Основное внимание уделяется тому, что из себя представляет устойчиво развивающаяся организация, и той роли, которую профессионалы в области управления качеством играют в обеспечении развития.
2009 г. Организации по всему миру проводили собственные активности или участвовали в одном из специально организованных региональных мероприятий.
2008 г. В конференц-центре Inmarsat в Лондоне  прошла первая конференция Всемирного дня качества, которая стала форумом для инноваций, вдохновения и творческих идей.

## День качества в мире
Всемирный день качества был инициирован Европейской организацией качества (ЕОК, European Organization for Quality), США (ASQC – American society for Quality Control) и Японии (JUSE – Union of Japanese Scientists and Engineers) в 1989 году и назначен на второй четверг ноября каждого года.
Впервые он был провозглашен ООН в 1990 году с целью повышения осведомленности международного сообщества о важной роли, которую качество играет в обеспечении успешного развития и процветания наций, а спустя шесть лет (1995) Европейская организация качества объявила неделю, в которую попадает этот второй ноябрьский четверг, Европейской неделей качества.
ЕОК призывает в новом мировом технологическом укладе конкурировать через качество, инновации и заботу о потребителе. В глобальной экономике, где успех зависит от качества, инноваций и устойчивости, Всемирный день качества — это шанс укрепить влияние этих факторов в качестве основы для успешного бизнеса и развития.
Неделя качества является традиционным поводом для компаний по информированию общественности, продвижению и демонстрации преимуществ и важности качества для конкурентоспособности.

## День качества в России
В России День качества отмечается по инициативе Автономной некоммерческой организации «Российская система качества» (Роскачество) c 2016 года. С каждым годом все больше регионов присоединяются к разработанной Роскачеством дорожной карте его проведения и регулярно организуют приуроченные ко второй неделе ноября выставки региональных производителей-лидеров, экскурсии на предприятия, конгрессно-выставочные мероприятия, посвященные качеству, мастер-классы, круглые столы и уроки качества.